# Moïne Chaâbani
Moïne Chaâbani (Béja, 18 de junio de 1981) es un exfutbolista y entrenador de fútbol tunecino, dirige actualmente al Espérance Sportive de Tunis de la Primera División de Túnez.

## Trayectoria
Mouine Chaabani como futbolista jugó como defensa central, se inició en el Espérance Sportive de Tunis donde jugó entre 1998 y 2008 ganando seis campeonatos de liga en 2000, 2001, 2002, 2003, 2004 y 2006. Luego continuó su carrera en Turquía en el MKE Ankaragücü, antes de volver a Túnez a jugar por el Club Sportif de Hammam-Lif.
Su carrera como entrenador la inició en 2016 como entrenador asistente de Ammar Souayah en el Espérance Sportive de Tunis, luego de Faouzi Benzarti en 2017 y de Khaled Ben Yahia en 2018. El 10 de octubre de 2018, se convirtió en entrenador titular del club hasta el 22 de julio de 2021. Chaâbani llevó al Espérance de Tunis a dos títulos de la Liga de Campeones de la CAF en 2018 y 2018-19, además de tres títulos de liga.
Más tarde dirigió en Egipto al Al-Masry en 2021-22 y luego al Ceramica Cleopatra FC en 2023.

## Palmarés

### Jugador
Espérance de Tunis
- Championnat de Tunisie (6): 2000, 2001, 2002, 2003, 2004, 2006
- Copa de Túnez (3): 2006, 2007, 2008
- Supercopa de Túnez (1): 2001

### Entrenador
Espérance de Tunis
- Primera División de Túnez (3): 2018-19, 2019-20, 2020-21
- Supercopa de Túnez (2): 2019, 2020
- Liga de Campeones de la CAF (2): 2018, 2018-19